# Susan Boyle

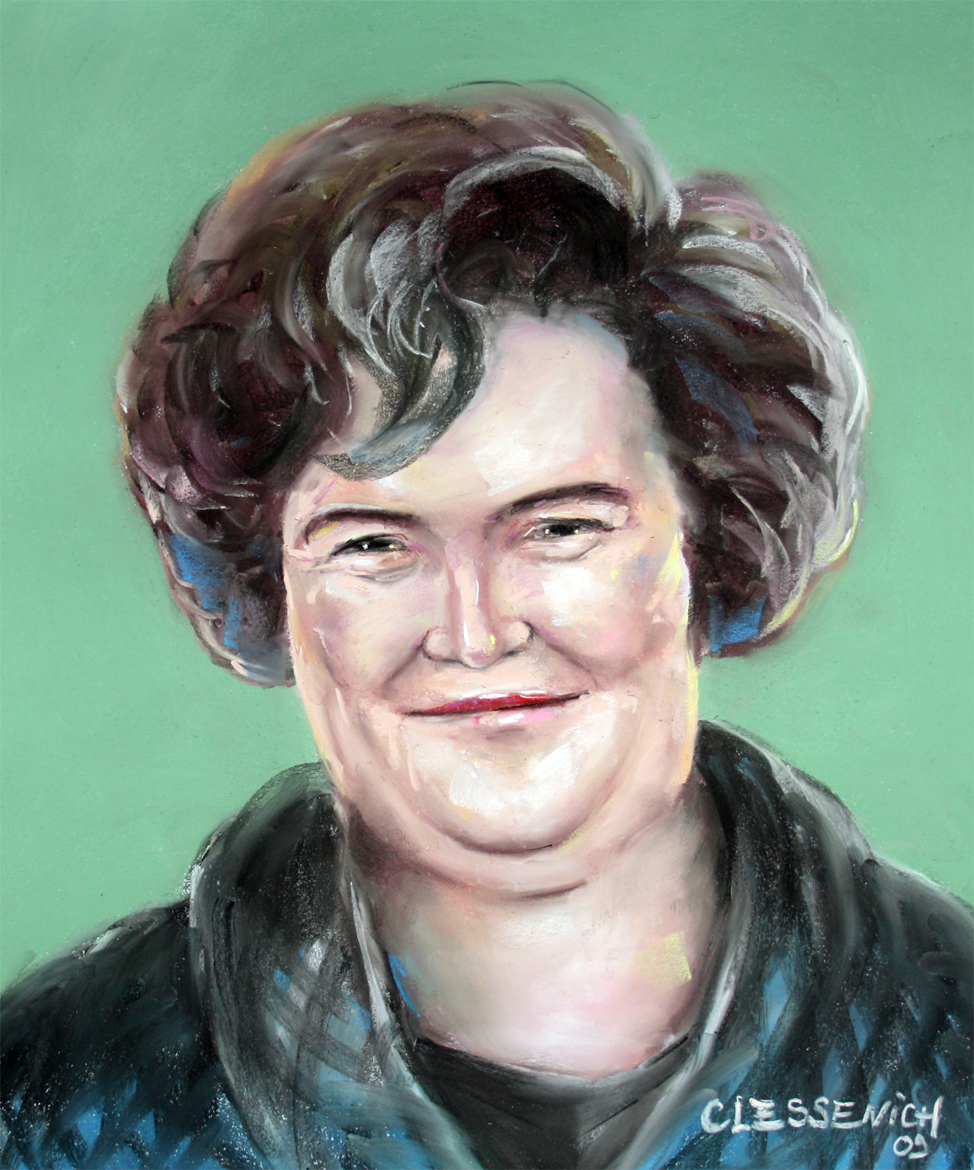
Susan Boyle

Susan Boyle (* 1. dubna 1961, Blackburn, Západní Lothian) je skotská zpěvačka, která se proslavila svou účastí v třetí sérii britské soutěže Britain's Got Talent, v níž 11. dubna 2009 ohromila publikum i porotu fantastickou interpretací písně I Dreamed a Dream z muzikálu Les Misérables. Porotce Piers Morgan ji následně označil za největší překvapení všech tří sérií; druhý porotce, Simon Cowell, jí poté vyjednával nahrávací smlouvu se Sony BMG. Soutěžní vystoupení Boylové se na YouTube stalo videem s největším vzestupem sledovanosti (4,5 milionu zhlédnutí během 24 hodin), zhlédly na tomto serveru stejně jako na televizní stanici ITV1, celkem řádově již desítky milionů lidí.

## Účast v soutěži Britain's Got Talent
Susan Boylová se stala nejdiskutovanějším tématem na Twitteru. Jedním z probíraných témat byly předsudky obecenstva vůči její vizáži. Předtím, než začala zpívat, v čase určeném pro představení soutěžícího a toho, co předvede; totiž jak diváci v soutěžním sále, tak někteří z porotců vykazovali známky obecného skepticismu až pohrdání vůči jejímu celkovému vzezření či jejímu výroku, že by chtěla být profesionální zpěvačkou. Ovšem, v momentě, kdy dokončila svou píseň, sklidila od většiny hlediště ovace ve stoje. Několik článků v novinách, publicistů i běžných bloggerů v mnohých příspěvcích, které byly o Boyleové napsány, tedy zpytují, do jaké míry je posluchač držen ve stereotypu hudebního byznysu, produkujícího vizuálně dokonale vypadající instantní hvězdy, a zdali tento vzrůstající důraz na vizáž nabízených interpretů není současně odklonem od skutečné podstaty hudby. Deník The Scotsman referoval o počátku tažení Susan Boyleové soutěží a úsilí o splnění amerického snu. The Independent přirovnal zpěvaččinu začínající cestu za profesionální kariérou k pokusu s Lisou Doolittleovou, provedeném v My Fair Lady. Předsudky a prvotní předpojaté antipatie vůči Boyleové shrnula i třetí z porotců, Amanda Holdenová, když po vystoupení řekla: „Jsem tak dojatá, protože vím, že každý byl proti vám. Upřímně si myslím, že jsme všichni byli velmi cyničtí a myslím, že tohle bylo to největší probuzení vůbec.“
V semifinále zazpívala píseň Memory z muzikálu Cats.
Susan postoupila do finále třetího ročníku soutěže Britain's Got Talent.
Demi Moore se měla přiletět podívat na finále 'Britain's Got Talent' (v sobotu 30. května), pozvala ji porotkyně Amanda Holden a Simon Cowell ji nabídl letenky 1. třídy.
Demi Moore chtěla podpořit Susan Boyle,
ale i s podporou fanoušků byla Susan poražena taneční skupinou Diversity, která získala o 4,7 % hlasů více.

Susan Boyle měla na přelomu června a července 2009 přijet do Prahy natáčet desku s Českým národním symfonickým orchestrem, avšak její zdravotní stav jí to neumožnil a akce byla odložena.

## Osobní život
Susan je nejmladší z devíti dětí a žije ve skotském Blackburnu se svou kočkou Pebbles. Během porodu měla potíže s nedostatkem kyslíku, což posléze vedlo k jejím horším studijním výsledkům. Její spolužáci jí kvůli tomu a kvůli jejímu vzhledu šikanovali. Své snahy o úspěch odložila kvůli péči o nemocnou matku, která zemřela v roce 2007 v 91 letech. Její vystoupení v Britain’s Got Talent bylo první od smrti její matky. Je svobodná, v minulosti pracovala jako charitativní pracovnice. Chce být muzikálovou zpěvačkou ve stylu Elaine Paige. V roce 2022 prodělala mrtvici a nemohla tak vystupovat. Objevila se až v další řadě Britain's got talent, kde všechny přítomné překvapila svou vitalitou a dobrou náladou.

## Diskografie

### Studiová alba
- 2009 - I Dreamed a Dream (v roce 2011 nominováno na Grammy[15])
- 2010 - The Gift (v roce 2012 nominováno na Grammy)
- 2011 - Someone To Watch Over Me
- 2012 - Standing Ovation: The Greatest Songs from the Stage
- 2013 - Home for Christmas
- 2014 - Hope

### Singly
- 2009 - Wild Horses
- 2009 - I Dreamed a Dream
- 2010 - Perfect Day
- 2011 - I Know Him So Well
- 2011 - You Have to Be There
- 2011 - Enjoy the Silence